# Miłego dnia
Miłego dnia – ósmy studyjny album grupy Classic, wydany 24 czerwca 2016 roku przez Universal Music Polska. Album pierwotnie miał ukazać się już 13 maja, jednak jego premiera była kilkakrotnie przekładana. Płytę promują trzy teledyski – To nie przyjaźń tylko miłość, Miłego dnia oraz Nie płacz Ewka (cover zespołu Perfect). Kilka utworów powstało przy współpracy z Markiem Dutkiewiczem.

## Lista utworów
1. To nie przyjaźń tylko miłość (muz. Robert Klatt, Przemysław Oksztul, sł. Marzanna Zrajkowska)
2. Miłego dnia (muz. Marcin Kindla, sł. Marek Dutkiewicz)
3. Dajmy sobie szansę (Disco Version) (muz. Robert Klatt, Przemysław Oksztul, sł. Robert Klatt, Marzanna Zrajkowska)
4. Niebo za rogiem (feat. Boys) (muz. Andrzej Ellmann, sł. Marek Dutkiewicz)
5. Idź za głosem serca (muz. Robert Klatt, sł. Marek Dutkiewicz)
6. Tak blisko (muz. i sł. Mariusz Winnicki)
7. Niebanalna dziewczyna (muz. Robert Klatt, Waldemar Oksztul, sł. Marzanna Zrajkowska)
8. Co jej mogłeś dać (muz. Katarzyna Gärtner, sł. Marek Dutkiewicz)
9. Wakacyjny letni hit (muz. i sł. Robert Klatt, Marek Zrajkowski, Marzanna Zrajkowska)
10. Gdybyś to była ty (muz. i sł. Mariusz Winnicki)
11. Ty i ja (muz. i sł. Mariusz Winnicki)
12. Niech Ci będzie najlepiej (muz. Robert Klatt, sł. Marek Dutkiewicz)
13. Kiedy dzień za nocą goni (muz. Sławomir Kowalewski, Tomasz Rostkowski, sł. Janusz Kondratowicz)
14. Dajmy sobie szansę (muz. Robert Klatt, Przemysław Oksztul, sł. Robert Klatt, Waldemar Oksztul)
15. Nie płacz Ewka (muz. Zbigniew Hołdys, sł. Bogdan Olewicz)

## Skład zespołu
- Mariusz Winnicki – wokal, gitara akustyczna
- Robert Klatt – keyboard, wokal, pianino
- Mieczysław Grubiak – saksofon, instrumenty perkusyjne, octapad, instrumenty dęte
- Waldemar Orłowski – gitara elektryczna, gitara akustyczna
- Piotr Strycharski – instrumenty klawiszowe, wokal, akordeon
- Sebastian Dorosiewicz – perkusja, instrumenty perkusyjne, cajon

## Realizacja nagrań
- Marek Zrajkowski i Waldemar Oksztul w Pro Voice Studio – utwory: 1, 7, 9, 10
- Bartosz Wielgosz w Aqua Studio – utwory: 3, 12, 13, 15
- Paweł Marciniak w Maximum Studio – utwory: 2, 4, 8
- Rafał Bień – utwory: 5, 6, 10, 11

Mastering i mix: Winicjusz Chróst w Studio Chróst w Sulejówku.